# Mîkolaiivka, Kozeatîn
Mîkolaiivka (în ucraineană Миколаївка) este localitatea de reședință a comunei Mîkolaiivka din raionul Kozeatîn, regiunea Vinnița, Ucraina.

## Demografie
Componența lingvistică a localității Mîkolaiivka
     Ucraineană (88,73%)
     Alte limbi (0,97%)
Conform recensământului din 2001, majoritatea populației localității Mîkolaiivka era vorbitoare de ucraineană (88,73%), existând în minoritate și vorbitori de alte limbi.